# Musée des arts et métiers
Il Musée des arts et métiers (pronuncia: [myze dez‿aʁz‿e Metje]) (Museo di arti e mestieri) è un museo di disegno industriale di Parigi che ospita la collezione della Conservatoire national des arts et métiers, che è stata fondata nel 1794 come deposito per la conservazione degli strumenti scientifici e delle invenzioni.

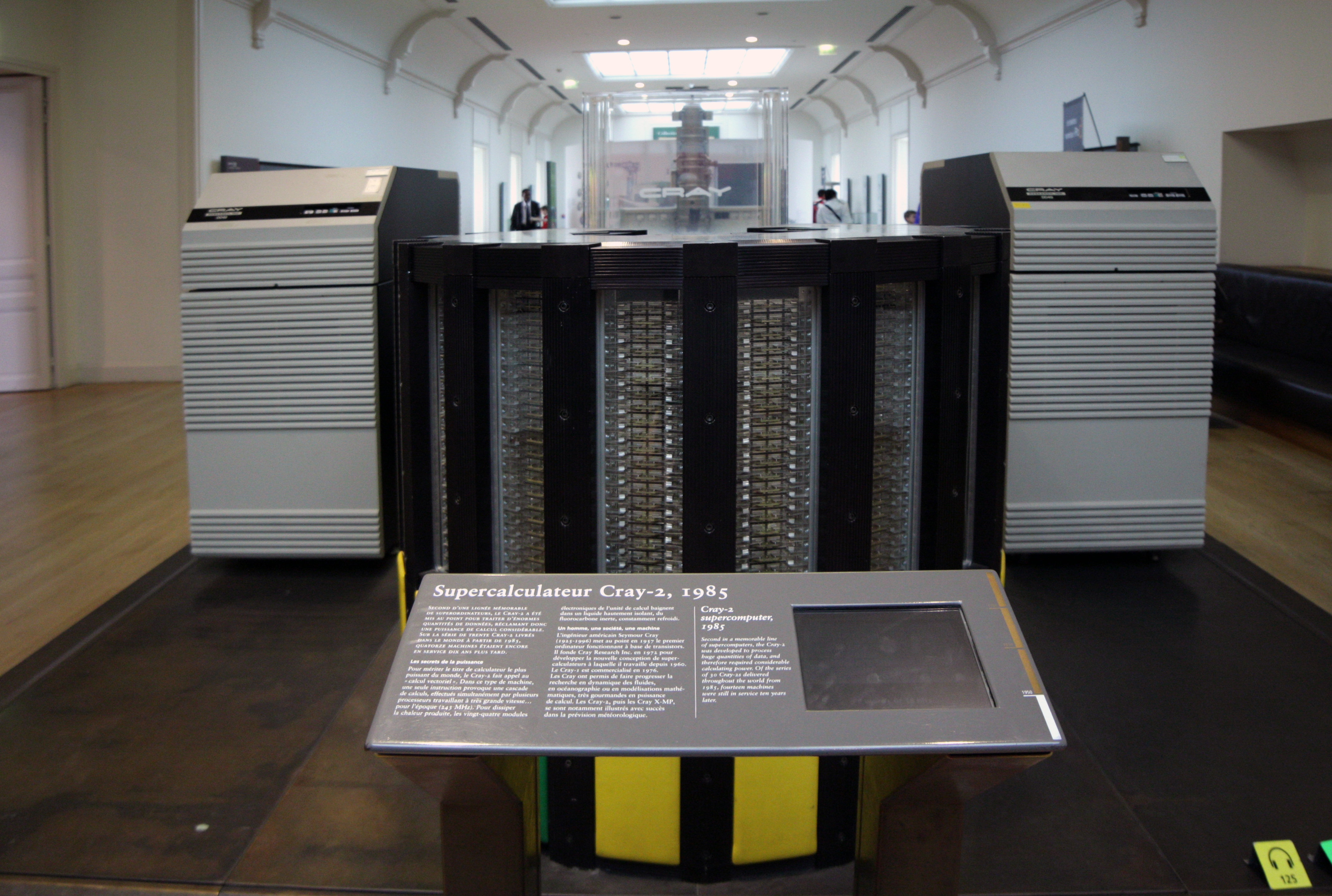
Un Supercomputer Cray-2 del 1985

## Storia
Fin dalla sua fondazione, il museo è stato ospitato nel convento di Saint-Martin-des-Champs, in rue Réaumur nel III arrondissement di Parigi. Oggi il museo, che ha subito un importante restauro nel 1990, comprende un ulteriore edificio adiacente all'abbazia, con oggetti più grandi rimasti nell'abbazia stessa.

## Collezioni
Il museo ha oltre 80 000 oggetti e 15 000 disegni nella sua collezione, di cui circa 2 500 sono in mostra a Parigi. Il resto della collezione è conservato in un magazzino a Saint-Denis. Tra la sua collezione c'è una versione originale del pendolo di Foucault, il modello originale della Libertà che illumina il mondo (comunemente conosciuta come la Statua della Libertà) di Frédéric Auguste Bartholdi, alcuni dei primi aerei (Ader Avion III di Clément Ader, il Blériot XI di Louis Blériot) e Pascalina di Blaise Pascal (il primo calcolatore meccanico).
Il museo presenta sette diverse collezioni: strumenti scientifici, materiali, energia, meccanica, edilizia, comunicazione e trasporti. Nell'ex chiesa del priorato di St-Martin-des-Champs sono esposti automobili, aerei, il pendolo di Foucault e alcuni altri oggetti monumentali.

## Galleria d'immagini

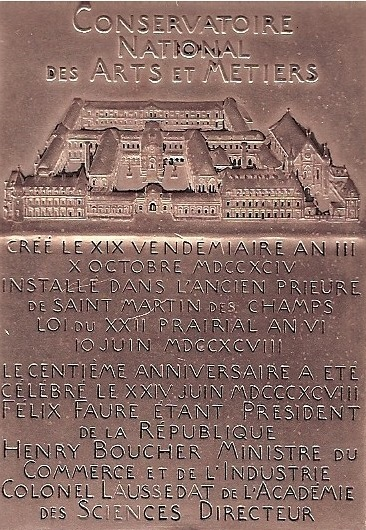
Medaglia del Conservatoire national des arts et métiers (Parigi).
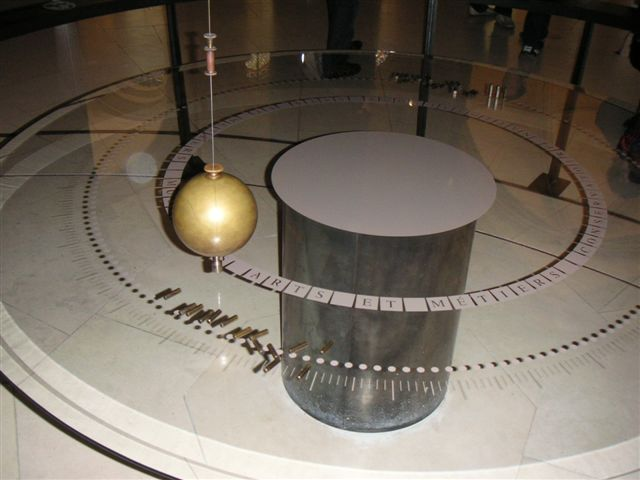
L'originale pendolo di Foucault al Musée des arts et métiers nel 2005
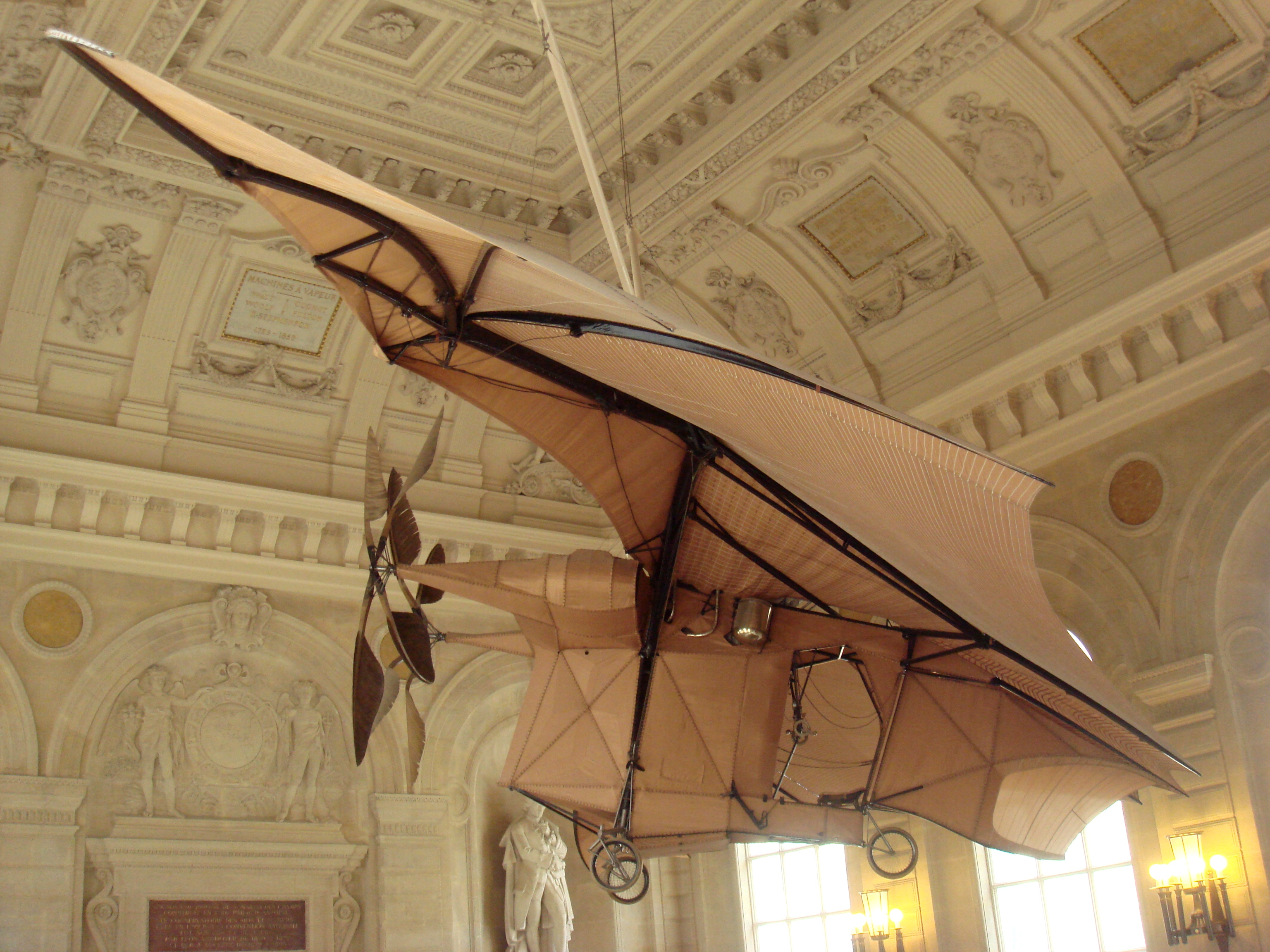
Avion III di Clément Ader al Musée des arts et métiers.
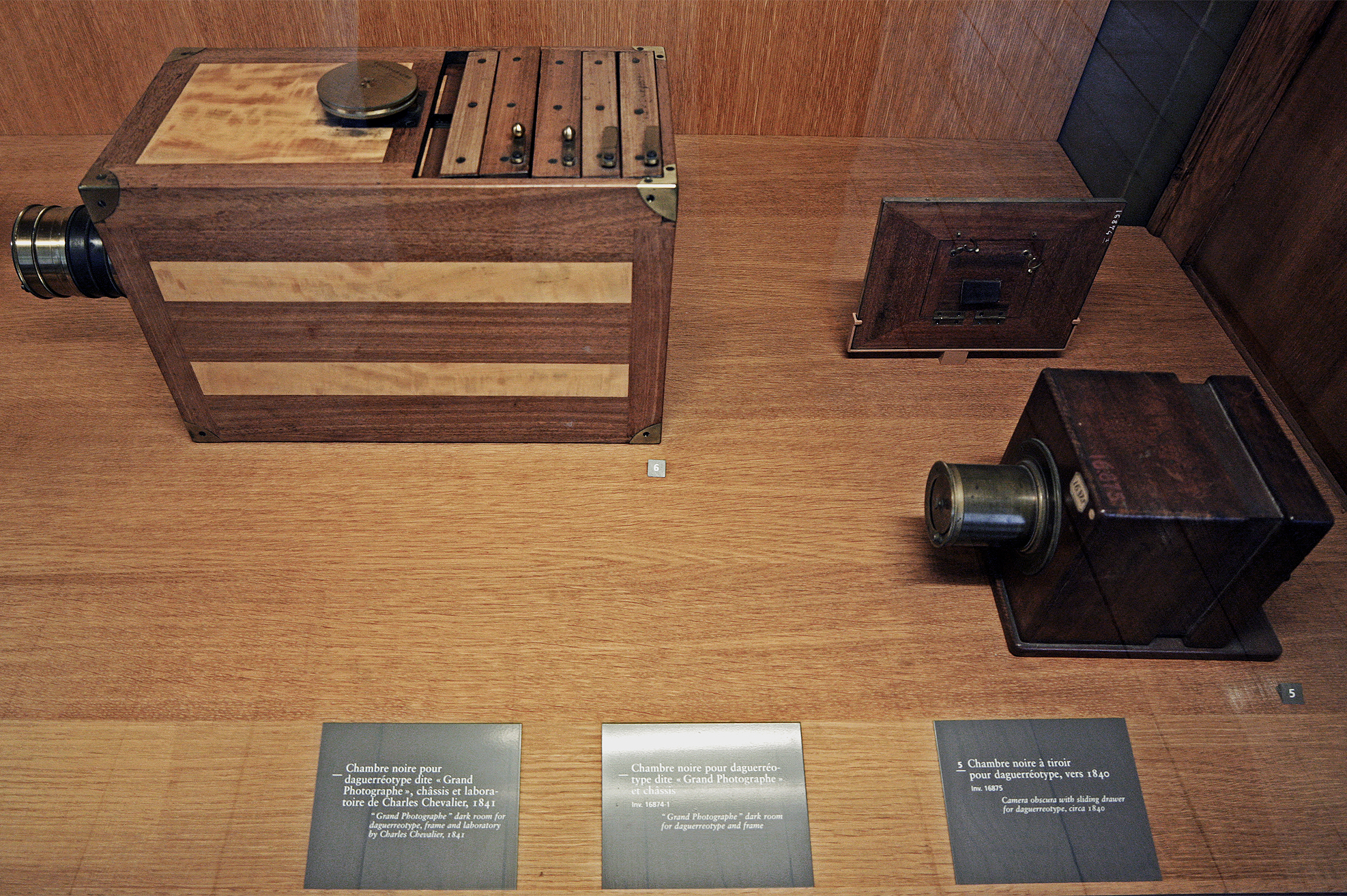
1840-1841 Camera obscura per dagherrotipia denominata "Grand Photographe" prodotta da Charles Chevalier
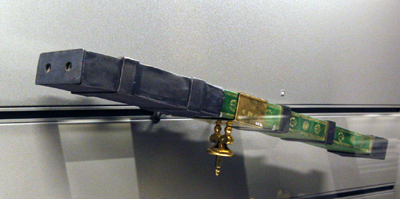
Binocolo, di padre Chérubin d'Orléans, 1681, Musée des arts et métiers
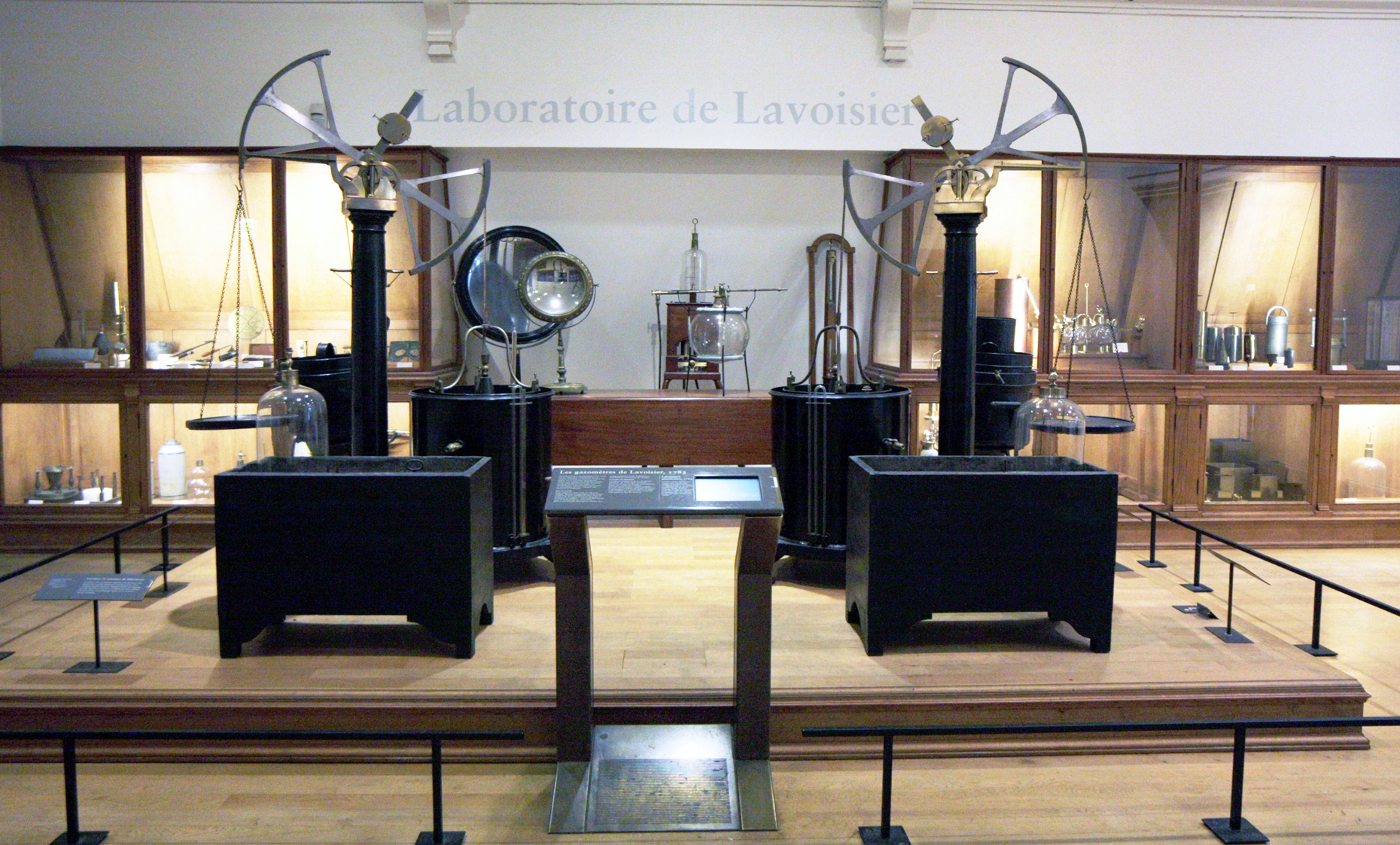
Laboratorio di Lavoisier, Musée des arts et métiers, Parigi
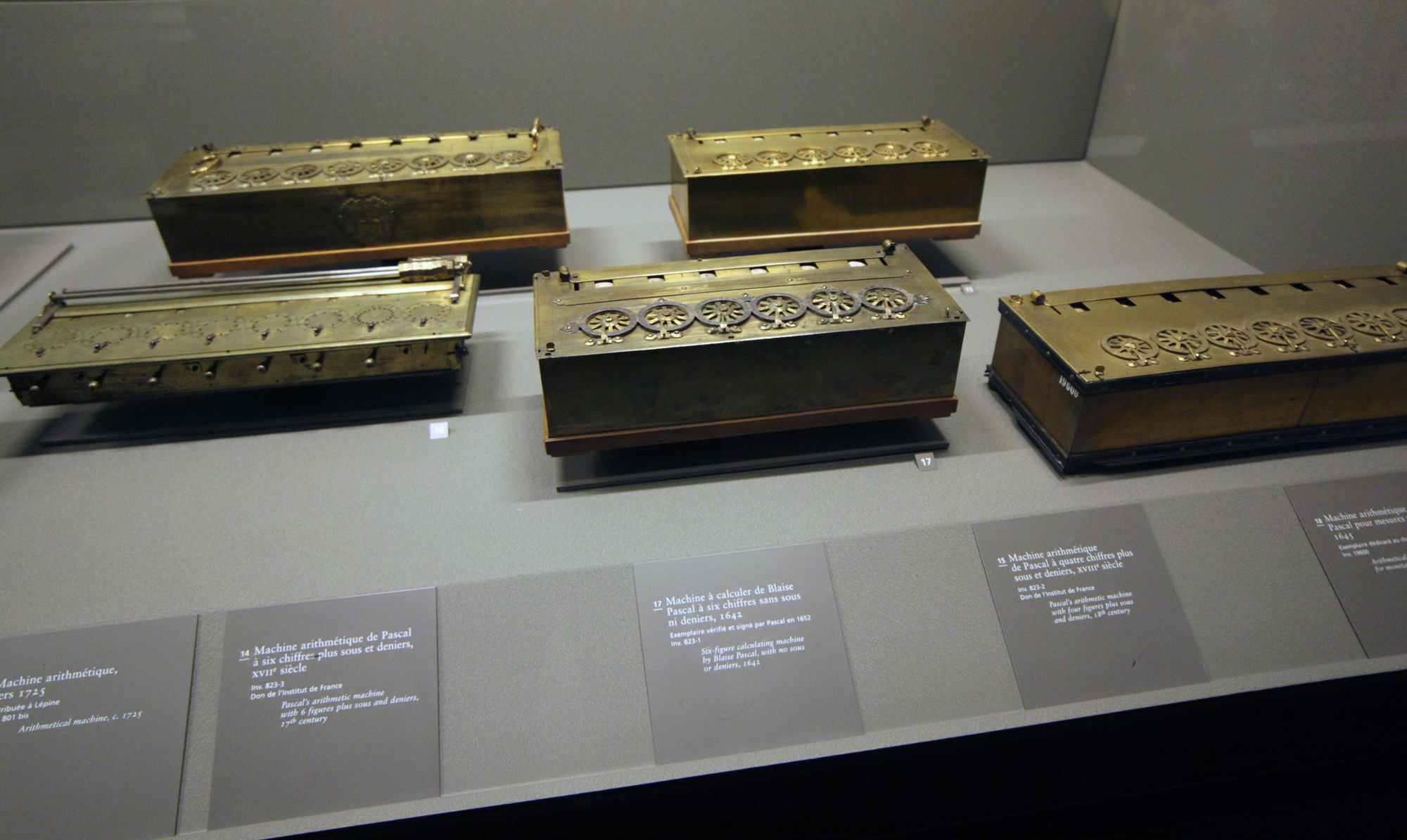
Versioni delle calcolatrici meccaniche di Blaise Pascal

## Riferimenti culturali
Il museo appare in letteratura come la scena del culmine del romanzo del 1988 Il pendolo di Foucault di Umberto Eco, ed è presente nel film documentario del 2019 sulla Statua della Libertà, Liberty: Mother of Exiles.

## Trasporti
Il museo è accessibile dalla stazione della metropolitana di Parigi Arts et Métiers.